# Cystolepiota
Cystolepiota là một chi nấm trong họ Agaricaceae.

## Các loài
Dưới đây là một danh sách đầy đủ của các loài Cystolepiota:
- C. adulterina
- C. bucknallii
- C. constricta
- C. fumosifolia
- C. hetieri
- C. luteohemisphaerica
- C. moelleri
- C. ompnera
- C. pseudogranulosa
- C. pulverulenta
- C. seminuda
- C. sistrata

## Hình ảnh

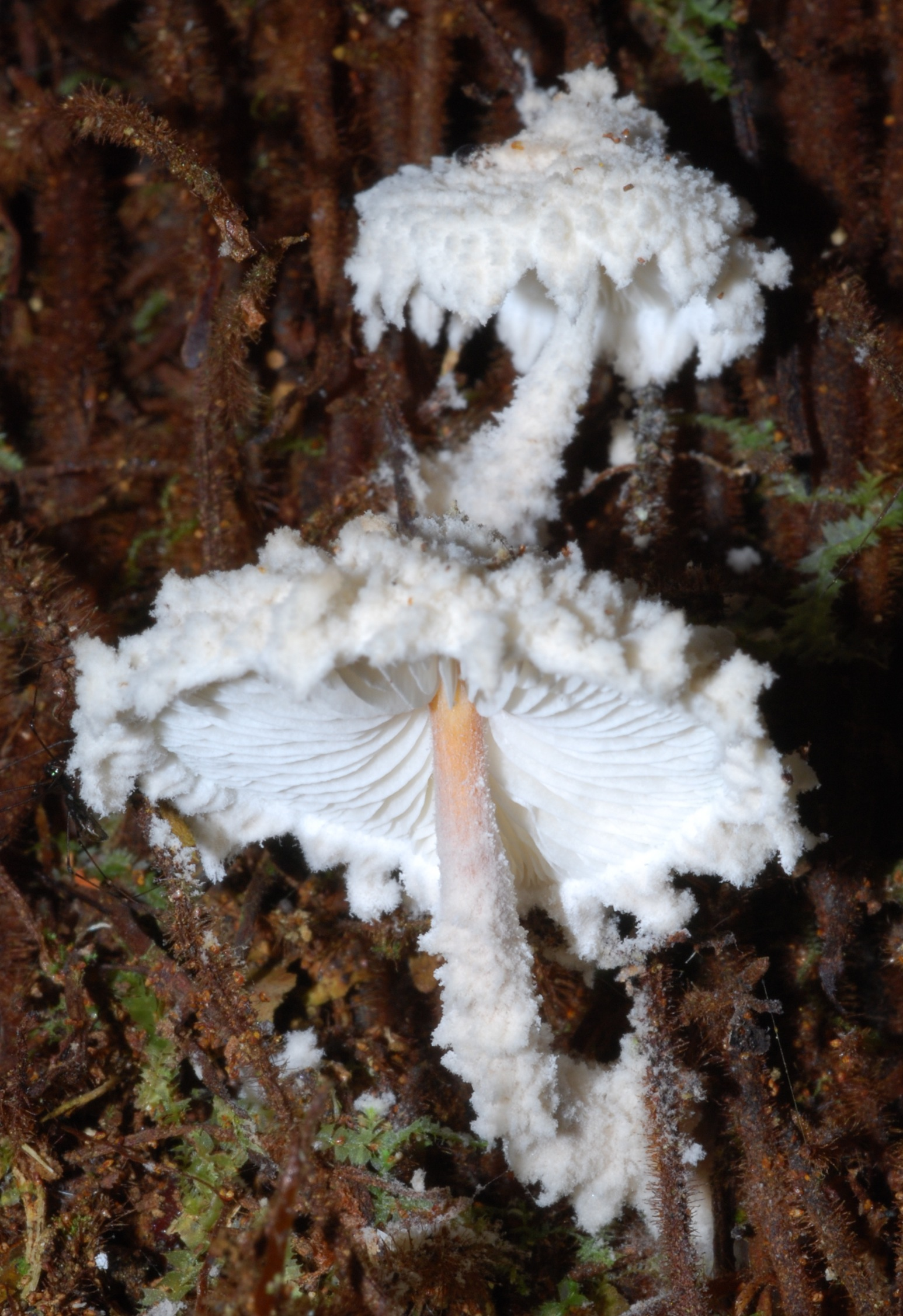